# Garrattsville
Garrattsville est une census-designated place du comté d'Otsego, dans l'État de New York, aux États-Unis. En 2020, elle compte une population de 120 habitants.